# Petrel (Rakete)

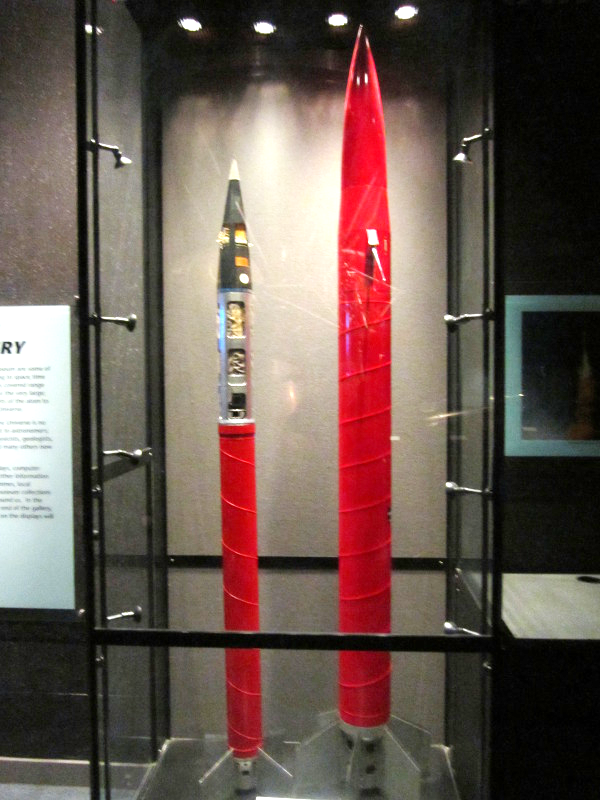
Skua (links), Petrel (rechts)

Petrel war eine britische Höhenforschungsrakete. Die Petrel 1 wurde wie die Skua 1 mit drei Startraketen vom Typ Chick gestartet. Die Petrel 1 war 3,34 m lang, hatte einen Durchmesser von 19 Zentimetern und erreichte eine Gipfelhöhe von 140 Kilometern. Die Petrel startete zum ersten Mal am 8. Juni 1967 in South Uist. 1977 kam eine verbesserte Version, die Petrel 2, mit einer Gipfelhöhe von 175 Kilometern erstmals zum Einsatz.
|             | Petrel 1     | Petrel 2 |
| ----------- | ------------ | -------- |
| Einsatz ab  | 8. Juni 1967 | 1977     |
| Nutzlast    | 18 kg        | 18 kg    |
| Gipfelhöhe  | 140 km       | 175 km   |
| Startschub  | 20,00 kN     | 27,00 kN |
| Startmasse  | 130 kg       | 160 kg   |
| Durchmesser | 0,19 m       | 0,19 m   |
| Länge       | 3,34 m       | 3,70 m   |